# 三元乡 (长宁县)
三元乡，是中华人民共和国四川省宜宾市长宁县曾经下辖的一个乡。2019年8月，撤销三元乡，将其所属行政区域划归铜鼓镇管辖。

## 行政区划
三元乡撤销前下辖以下地区：
三元社区、大村社区村、胡村、天堂村、大池村、熊家村、大明村、坝头村、佛岩村、新星村、其林村、双龙村和大沟村。